# Noravirus
Das Drosophila-melanogaster-Noravirus, auch kurz Noravirus bzw. Nora-Virus (englisch [Drosophila melanogaster] Nora virus) ist ein ungefähr 30 nm großes Virus mit (+)ssRNA-Genom, welches häufige und andauernde Infektionen bei Fruchtfliegen der Art Drosophila melanogaster verursacht. Es wird leicht zwischen einzelnen Fliegen übertragen.
Aufgrund seiner Ähnlichkeiten mit Viren der Familie Picornaviridae wurde das Noravirus vom ICTV 2023 in eine neue Schwesterfamilie Noraviridae innerhalb der gemeinsamen Ordnung Picornavirales gestellt; der Artname ist Orthonoravirus melanogastri.

## Etymologie
Der Präfix „Nora“ im Namen stammt vom armenischen Wort նոր nor für „neu“.

## Klinik
Trotz einer sehr großen Spannbreite in der Virenlast (104 bis 1010 Kopien des viralen Erbguts pro Fliege) sind keine offensichtlichen Krankheitszeichen bekannt (Stand 2006).

## Epidemiologie
Das Virus tritt in allen bisher geprüften Drosophila-Zuchtstämmen auf; wenn auch mit manchmal sehr niedrigen Virenzahlen pro Tier. Das Noravirus wurde auch in Drosophila melanogaster aus Wildfängen nachgewiesen. Weitere Vorkommen wurden in der Fruchtfliege Drosophila simulans gefunden, aber nicht in den Arten Drosophila yakuba, Drosophila erecta und Drosophila viridis.

## Genetik
Das Erbgut des Virus enthält vier ORFs und 11.908 Basen. Während das RdRP-Gen auf dem ORF2 eine enge Verwandtschaft mit bislang bekannten Viren aufzeigt, ist dies bei den anderen Genen nicht der Fall.

## Systematik
Die Spezies Orthonoravirus melanogastri des Drosophila-melanogaster-Noravirus ist bisher (Stand Mai 2024) die einzige vom ICTV anerkannte Art in der Familie Noraviridae. In der Taufliegen-Gattung Drosophila und anderen Insekten (sowie einer Seeanemone) wurden aber noch eine Reihe anderer (+)ssRNA-Viren des Realms Riboviria gefunden, die als Noraviren (im weiteren Sinn) bezeichnet werden. Die Zuordnung dieser Vorschläge zur Familie Noraviridae ist aber noch zu verifizieren.
Die Taxonomie des NCBI kennt derzeit (9. Juli 2024) folgende Kandidaten:
?Gattung Orthonoravirus
- Wirtsgattung: Drosophila (Taufliegen)
  - Drosophila melanogaster Nora virus (offiziell), Spezies Orthonoravirus melanogastri
  - Drosophila immigrans Nora virus
  - Drosophila subobscura Nora virus

- Wirtsgattung: Agrotis (in der Familie der Eulenfalter, Noctuidae)
  - Agrotis ipsilon Nora virus (Wirt: Ypsiloneule Agritis ipsilon)

- Wirtsgattung: Apis (Honigbienen)
  - Apis Nora virus
  - Apis Nora virus 2

- Wirtsgattung: Bactrocera (in der Familie der Bohr- oder Fruchtfliegen, Tephritidae)
  - Bactrocera dorsalis Nora virus (Wirt: Orientalische Fruchtfliege Bactrocera dorsalis)

- Wirtsgattung: Haematobia (in der Familie der Echten Fliegen, Muscidae)
  - Haematobia irritans Nora virus (Wirt: Weidestechfliege Haematobia irritans)

- Wirtsgattung: Helicoverpa  (in der Familie der Eulenfalter, Noctuidae)
  - Helicoverpa armigera Nora virus (Wirt: Baumwoll-Kapseleule Helicoverpa armigera)

- Wirtsgattung: Zeugodacus (in der Familie der Bohr- oder Fruchtfliegen, Tephritidae)
  - Zeugodacus cucurbitae nora virus 2 (Wirt: Kürbisfruchtfliege Bactrocera cucurbitae syn. Zeugodacus cucurbitae)
  - Zeugodacus cucurbitae nora virus 3 (Wirt: dito)
  - Zeugodacus cucurbitae nora virus 4 (Wirt: dito)

?Familie Noraviridae, Gattung unbestimmt
- Wirtsgattung: Actinia (in der Seeanemonen-Familie Actiniidae)
  - Caledonia beadlet anemone Nora virus-like virus 1 (Wirt: Pferdeaktinie, englisch Beadlet anemone, Actinia equina)

Wegen der Bedeutung des Namensprafixes ‚Nora-‘ (neu) verweist dieser jedoch nicht mit Sicherheit auf ein Mitglied der Familie Noraviridae oder gar der Gattung Othonoravirus, was auch in der NCBI-Taxonomie zum Ausdruck kimmt.